# Mokresz (obwód Szumen)
Mokresz (bułg. Мокреш) – wieś w Bułgarii, w obwodzie Szumen, w gminie Weliki Presław. W 2024 roku liczyła 304 mieszkańców.